# NGC 4980
NGC 4980 (również PGC 45596) – galaktyka spiralna z poprzeczką (SBa), znajdująca się w gwiazdozbiorze Hydry w odległości 80 milionów lat świetlnych. Została odkryta 30 marca 1835 roku przez Johna Herschela.
Kształt galaktyki NGC 4980 wydaje się być nieco zdeformowany, co często jest spowodowane niedawnymi oddziaływaniami z sąsiednią galaktyką. Jednak w przypadku NGC 4980 źródło deformacji jest zapewne inne, gdyż w jej bezpośrednim sąsiedztwie nie znajdują się inne galaktyki. Galaktyka ta ma delikatną strukturę spiralną, a jej zgrubienie centralne jest tak zwanym pseudozgrubieniem, gdzie uporządkowany ruch gwiazd ramion spiralnych jest zachowany aż do samego jądra galaktyki.
Ramiona spiralne tej galaktyki są naznaczone niebieskimi obszarami, które zawierają bardzo gorące nowe gwiazdy. Jest to więc galaktyka w znacznej mierze zbudowana z młodych gwiazd.